# Joe Swensson
Joe Swensson (ur. 23 marca 1986 r.) – amerykański narciarz dowolny, specjalizujący się w konkurencji Skicross. Jak dotąd nie startował na żadnych igrzyskach olimpijskich, ani na mistrzostwach świata. Najlepsze wyniki w Pucharze Świata osiągnął w sezonie 2011/2012, kiedy to zajął 82. miejsce w klasyfikacji generalnej, a w klasyfikacji skirossu był 23.

## Sukcesy

### Miejsca w klasyfikacji generalnej
- 2011/2012 – 82.
- 2012/2013 –

#### Miejsca na podium w zawodach
1. Val Thorens – 19 grudnia 2012 (Skicross) – 3. miejsce